# Сейсмічність Австрії
Австрія — країна, яка розташована в сейсмічно активному регіоні, де спостерігаються досить часті землетруси.

## Загальна характеристика
На території Австрії виділяються складчасті утворення Східних Альп, Передальпійський крайовий прогин, Чеський (Богемський) масив і западина Віденського басейну Східних Альп, що займають більшу частину країни. Структури Альпійської складчастої геосинклінальної області Австрії представлені Альпами. Гірські структури внутрішньої зони Східних Альп (Ретійські Альпи, Високий і Низький Тауерн, Штірійські Альпи та інші) складені древніми кристалічними сланцями і палеозойськими породами.
Загальне сейсмічне тло країни — 4-6 бальне, тобто цей район є одним з сейсмічно досить небезпечних районів Європи. гіпоцентри землетрусів перебувають, в основному, на глибинах від 5 до 16 км. Деякі землетруси характеризуються підвищеною інтенсивністю, в тому числі з афтерштоками протягом досить короткого часу та потужністю до 4 балів (за шкалою Ріхтера). Станом на 25 січня 2024 року, за даними з 1900 року та даними за останні 13 років, у середньому за рік в Австрії відбувається близько 958 землетрусів.

## Землетруси у минулі століття
За період 1900—2000 рік в Австрії було зафіксовано 11 відчутних землетрусів.

## Землетруси XXI століття

### 2005
25 липня 2005 року, о 5:00 (за місцевим часом), в Австрії стався землетрус магнітудою 3,5 бала (за шкалою Ріхтера). За повідомленням віденській обсерваторії «Хое Варте», епіцентр землетрусу знаходився між містами Вінер-Нойштадт і Маттерсбург на сході країни.

### 2009
21 серпня 2009 року, близько 09:30 (за київським часом), в Австрії стався землетрус магнітудою 2,7 бала (за шкалою Ріхтера). За повідомленням Центрального бюро метеорології та геодинаміки Австрії, епіцентр землетрусу знаходився у районі міста Нойнкірхен (федеральна земля Нижня Австрія). Жертв та руйнувань — не було.

### 2016
25 квітня 2016 року, в Австрії стався землетрус магнітудою 4,1 бала (за шкалою Ріхтера). За даними Центрального інституту метеорології та геодинаміки Австрії (ZAMG), епіцентр землетрусу знаходився в районі міста Баден (федеральна земля Нижня Австрія), за 20 км на південний захід від Відня. За словами очевидців, поштовхи відчувалися і у Відні.

### 2018
1 лютого 2018 року, близько 03:00 (за місцевим часом), в австрійських Альпах стався землетрус магнітудою в 4,0 балів (за шкалою Ріхтера). За повідомленням Центрального інституту метеорології та геодинаміки Австрії (ZAMG), епіцентр землетрусу знаходився неподалік комуни Даллас (федеральна земля Форарльберг) на глибині одного кілометра.
18 червня 2018 року, о 23:39 (за місцевим часом), в місті Галль-ін-Тіроль (округ Інсбрук, Тіроль) сейсмологічна апаратура зафіксувала підземний поштовх силою 2,5 бала (за шкалою Ріхтера). За повідомленням Центрального інституту метеорології та геодинаміки Австрії (ZAMG), пошкоджень будівель і травм серед людей — не зафіксовано.

### 2021
30 березня 2021 року, близько 18:30 (за місцевим часом), у східній Австрії стався землетрус магнітудою 4,7 бала (за шкалою Ріхтера). За повідомленням Центрального інституту метеорології та геодинаміки Австрії (ZAMG), епіцентр землетрусу знаходився неподалік від міста Нойнкірхен (федеральна земля Нижня Австрія). Підземні поштовхи також можна було відчути навіть у Відні.
19 квітня 2021 року, у вечірній час, в Австрії було зареєстровано декілька землетрусів. Найсильніший землетрус магнітудою 4,4 балів (за шкалою Ріхтера) стався вночі і відчувався в містах Відні, Голлабрунн і навіть Зальцбурзі. Епіцентр землетрусу знаходився за 9 км на північний захід від міста Вінер-Нойштадт.

### 2023
26 серпня 2023 року, близько 13:45 (за місцевим часом) в районі міста Глоггниць поблизу Нойнкірхена стався землетрус магнітудою 3,1 бала (за шкалою Ріхтера). Востаннє землетрус в районі Глоггниця відбувся 30 червня 2023 року, коли протягом чверті години було зафіксовано поштовхи магнітудою 2,9 та 3,3 бала.